# Rača (Bajina Bašta)
Rača (Servisch cyrillisch Рача) is een plaats in de Servische gemeente Bajina Bašta. De plaats telt 672 inwoners (2002) en is vooral bekend om zijn gelijknamige klooster.